# Brent and Harrow
Circonscription territorial de 
l'Assemblée de Londres
Brent and Harrow  est une circonscription territorial de la London Assembly.
Elle recouvre les borough londoniens de Brent et Harrow.
Son siège est actuellement détenu par Navin Shah du Parti travailliste.

## Membres de l'Assemblée
| Élection | Élection | Membre       | Parti        | Portrait |
| -------- | -------- | ------------ | ------------ | -------- |
|          | 2000     | Toby Harris  | Travailliste |          |
|          | 2004     | Bob Blackman | Conservateur |          |
|          | 2008     | Navin Shah   | Travailliste |          |

## Election results
| Parti                        | Parti                        | Candidat                     | Voix    | %    | ±    |
| ---------------------------- | ---------------------------- | ---------------------------- | ------- | ---- | ---- |
|                              | Travailliste                 | Navin Shah                   | 79,902  | 45,7 | -2.8 |
|                              | Conservateur                 | Joel Davidson                | 59,147  | 33,9 | +5.9 |
|                              | Libéral Démocrate            | Anton Georgiou               | 11,534  | 6,6  | -4.2 |
|                              | Green                        | Jafar Hassan                 | 9,874   | 5,7  | -1.6 |
|                              | UKIP                         | Rathy Alagaratnam            | 9,074   | 5,2  | -0.2 |
|                              | Respect                      | Akib Mahmood                 | 5,170   | 3,0  | N/A  |
| Majorité                     | Majorité                     | Majorité                     | 20,755  | 11,9 | -8.6 |
| Total des suffrages exprimés | Total des suffrages exprimés | Total des suffrages exprimés | 174,701 | 98.6 | +0.8 |
| Votes nuls                   | Votes nuls                   | Votes nuls                   | 2,506   | 1.4  | -0.8 |
| Participation                | Participation                | Participation                | 177 207 | 46   | +8   |

| Parti                        | Parti                        | Candidat                     | Voix    | %     | ±     |
| ---------------------------- | ---------------------------- | ---------------------------- | ------- | ----- | ----- |
|                              | Travailliste                 | Navin Shah                   | 70,400  | 48,5  | +11.3 |
|                              | Conservateur                 | Sachin Rajput                | 40,604  | 28,0  | -8.2  |
|                              | Libéral Démocrate            | Charlotte Henry              | 15,690  | 10,8  | -1.6  |
|                              | Green                        | Shahrar Ali                  | 10,546  | 7,3   | +0.7  |
|                              | UKIP                         | Mick McGough                 | 7,830   | 5,4   | +3.4  |
| Majorité                     | Majorité                     | Majorité                     | 29,796  | 20,54 | +19.5 |
| Total des suffrages exprimés | Total des suffrages exprimés | Total des suffrages exprimés | 145,070 | 97.8  |       |
| Votes nuls                   | Votes nuls                   | Votes nuls                   | 3,195   | 2.2   |       |
| Participation                | Participation                | Participation                | 148,265 | 38,0  | -5.1  |
|                              | Travailliste retenir         | Travailliste retenir         | Swing   | +9.75 |       |

| Parti         | Parti                                   | Candidat                                | Voix    | %     | ±     |
| ------------- | --------------------------------------- | --------------------------------------- | ------- | ----- | ----- |
|               | Travailliste                            | Navin Shah                              | 57,716  | 36,45 | +6.45 |
|               | Conservateur                            | Bob Blackman                            | 56,067  | 35,41 | +1.41 |
|               | Libéral Démocrate                       | James Allie                             | 19,299  | 12,19 | –5.51 |
|               | Green                                   | Shahrar Ali                             | 10,129  | 6,40  | +0.5  |
|               | Christian (Christian Peoples)           | Zena Sherman                            | 4,180   | 2.64  | +0.34 |
|               | UKIP                                    | Sunita Webb                             | 3,021   | 1,91  | –4.19 |
|               | Left List                               | Pat McManus                             | 2,287   | 1,44  | n/a   |
|               | Démocrates anglais                      | Arvind Tailor                           | 2,150   | 1,36  | n/a   |
| Majorité      | Majorité                                | Majorité                                | 1,649   | 1,04  |       |
| Participation | Participation                           | Participation                           | 158,330 | 43,1  |       |
|               | Travailliste vainqueur sur Conservateur | Travailliste vainqueur sur Conservateur | Swing   | -2.52 |       |

| Parti         | Parti                                   | Candidat                                | Voix    | %     | ±    |
| ------------- | --------------------------------------- | --------------------------------------- | ------- | ----- | ---- |
|               | Conservateur                            | Bob Blackman                            | 39,900  | 34,0  | +0.8 |
|               | Travailliste                            | Toby Harris                             | 35,214  | 30,0  | –7.6 |
|               | Libéral Démocrate                       | Havard Hughes                           | 20,782  | 17,7  | +0.1 |
|               | UKIP                                    | Daniel Moss                             | 7,199   | 6,1   | N/A  |
|               | Green                                   | Mohammad Ali                            | 6,975   | 5,9   | –3.1 |
|               | Respect                                 | Albert Harriott                         | 4,586   | 3,9   | N/A  |
|               | Christian Peoples                       | Gladstone Macaulay                      | 2,734   | 2,3   | N/A  |
| Majorité      | Majorité                                | Majorité                                | 4,686   | 4,0   | –0.5 |
| Participation | Participation                           | Participation                           | 117,390 | 35,3  | +5.9 |
|               | Conservateur vainqueur sur Travailliste | Conservateur vainqueur sur Travailliste | Swing   | -4.25 |      |

| Parti         | Parti                                  | Candidat       | Voix   | %    | ±   |
| ------------- | -------------------------------------- | -------------- | ------ | ---- | --- |
|               | Travailliste                           | Toby Harris    | 36,675 | 37,6 | N/A |
|               | Conservateur                           | Bob Blackman   | 32,295 | 33,2 | N/A |
|               | Libéral Démocrate                      | Chris Noyce    | 17,161 | 17,6 | N/A |
|               | Green                                  | Simone Aspis   | 8,756  | 9,0  | N/A |
|               | London Socialist                       | Austin Burnett | 2,546  | 2,6  | N/A |
| Majorité      | Majorité                               | Majorité       | 4,380  | 4,5  | N/A |
| Participation | Participation                          | Participation  | 97,433 | 29,4 | N/A |
|               | Travailliste vainqueur (nouveau siège) |                |        |      |     |

## Référence
- (en) Cet article est partiellement ou en totalité issu de l’article de Wikipédia en anglais intitulé « Brent and Harrow (London Assembly constituency) » (voir la liste des auteurs).

1. ↑  BBC Election 2008: results
2. ↑  Greater London Authority Election Results
3. ↑  London & Local Elections 2000: Brent and Harrow, BBC News